# كوهي ياماموتو (دراج)
كوهي ياماموتو (باليابانية: 山本幸平؛ بالكانا: やまもと こうへい) هو دراج ياباني، ولد في 20 أغسطس 1985 في ماكوبيتسو ‏ في اليابان.

## وصلات خارجية
- كوهي ياماموتو على موقع أرشيف الدراجات (الإنجليزية)
- كوهي ياماموتو على موقع إحصائيات الدراجات الإحترافية (الإنجليزية)
- كوهي ياماموتو على موقع MTB Data (الإنجليزية)
- كوهي ياماموتو على موقع أوليمبيديا (الإنجليزية)